# اسلاتر تو پریویل
اسلاتر تو پریویل (انگلیسی: Slaughter to Prevail) یک گروه دث‌کور روسی شکل گرفته در یکاترینبورگ و مستقر در اورلندو، فلوریدا است که در سال ۲۰۱۴ آغاز به کار کرد.